# Шамкіно
Ша́мкіно (рос. Шамкино, чув. Шамккай) — село у складі Шемуршинського району Чувашії, Росія. Входить до складу Старочукальського сільського поселення.
Населення — 17 осіб (2010; 82 у 2002).
Національний склад:
- мордовці — 45 %
- чуваші — 44 %